# Chew Magna
Chew Magna is een civil parish in het bestuurlijke gebied Bath and North East Somerset, in het Engelse graafschap Somerset. De plaats telt 1149 inwoners.

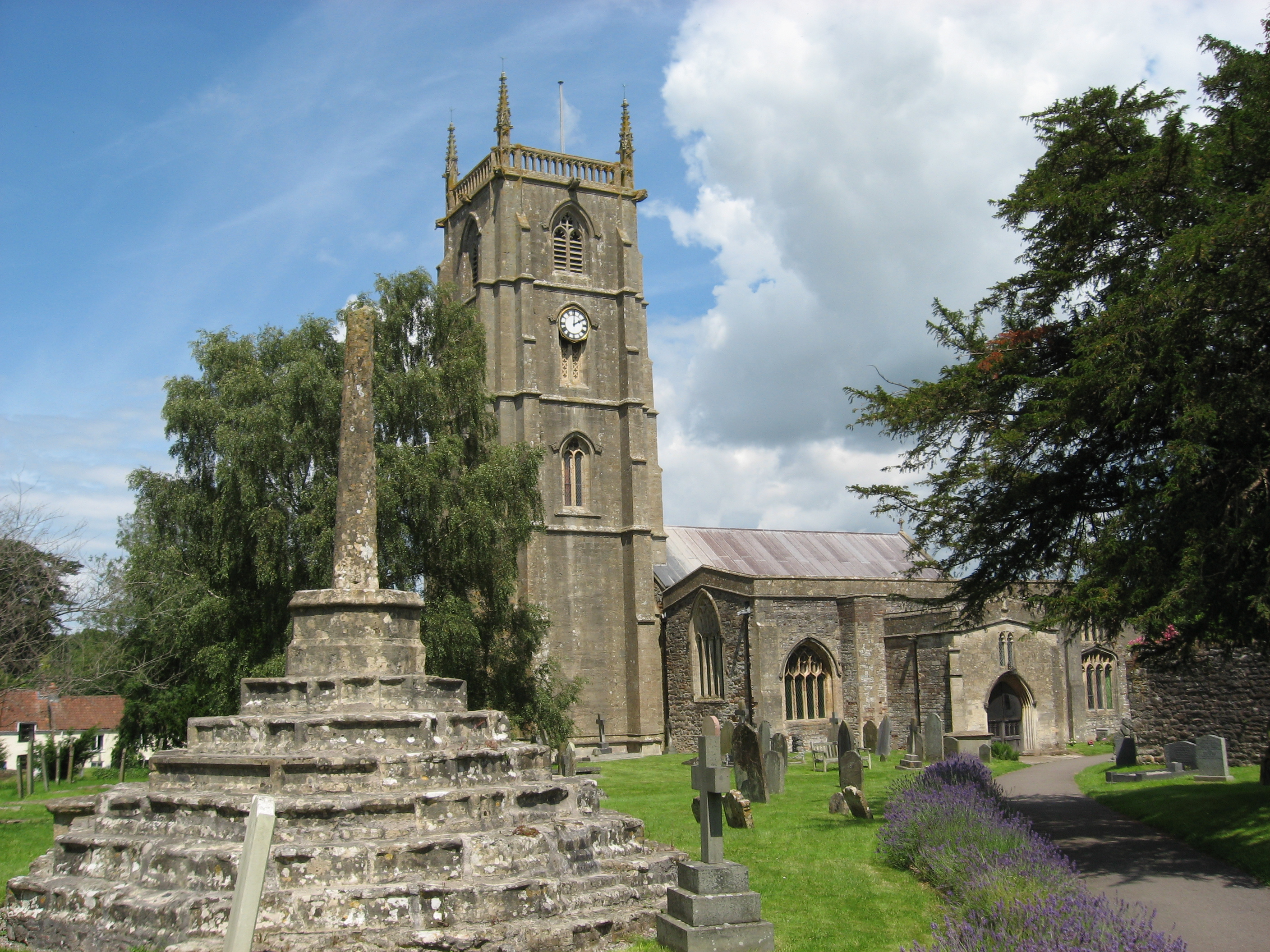
Kerk St. Andrew